# Microhabitat (film)
Pour plus de détails, voir Fiche technique et Distribution.
Microhabitat (소공녀, Sogongnyeo) est un film sud-coréen réalisé par Jeon Go-woon, sorti en 2017.

## Synopsis
Miso, une trentenaire, décide de se focaliser sur ce qui compte le plus dans sa vie : le whisky, les cigarettes et son petit ami.

## Fiche technique
- Titre : Microhabitat
- Titre original : 소공녀 (Sogongnyeo)
- Réalisation : Jeon Go-woon
- Scénario : Jeon Go-woon
- Photographie : Kim Tae-soo
- Montage : Go Bong-gon
- Production : Kim Soon-mo
- Société de production : Gwanghwamoon Cinema et Sega Sammy Entertainment
- Pays :  Corée du Sud
- Genre : Comédie dramatique
- Durée : 106 minutes
- Dates de sortie : 
  -  Corée du Sud : octobre 2017 (festival international du film de Busan), 22 mars 2018
  -  France : 1er novembre 2018

## Distribution
- Esom : Mi-so
- Ahn Jae-hong : Han-sol
- Choi Jae-hyun : le mari de Hyeon-jeong
- Choi Deok-moon
- Kim Guk-hee : Hyeon-jeong
- Kang Jin-ah : Moon-yeong
- Kim Ye-eun
- Lee Sung-wook : Dae-Yong
- Cho Soo-hyang : Min-ji

## Distinctions
Le film a reçu trois nominations aux Blue Dragon Awards et a remporté le prix du meilleur nouveau réalisateur.